# Середній шлях

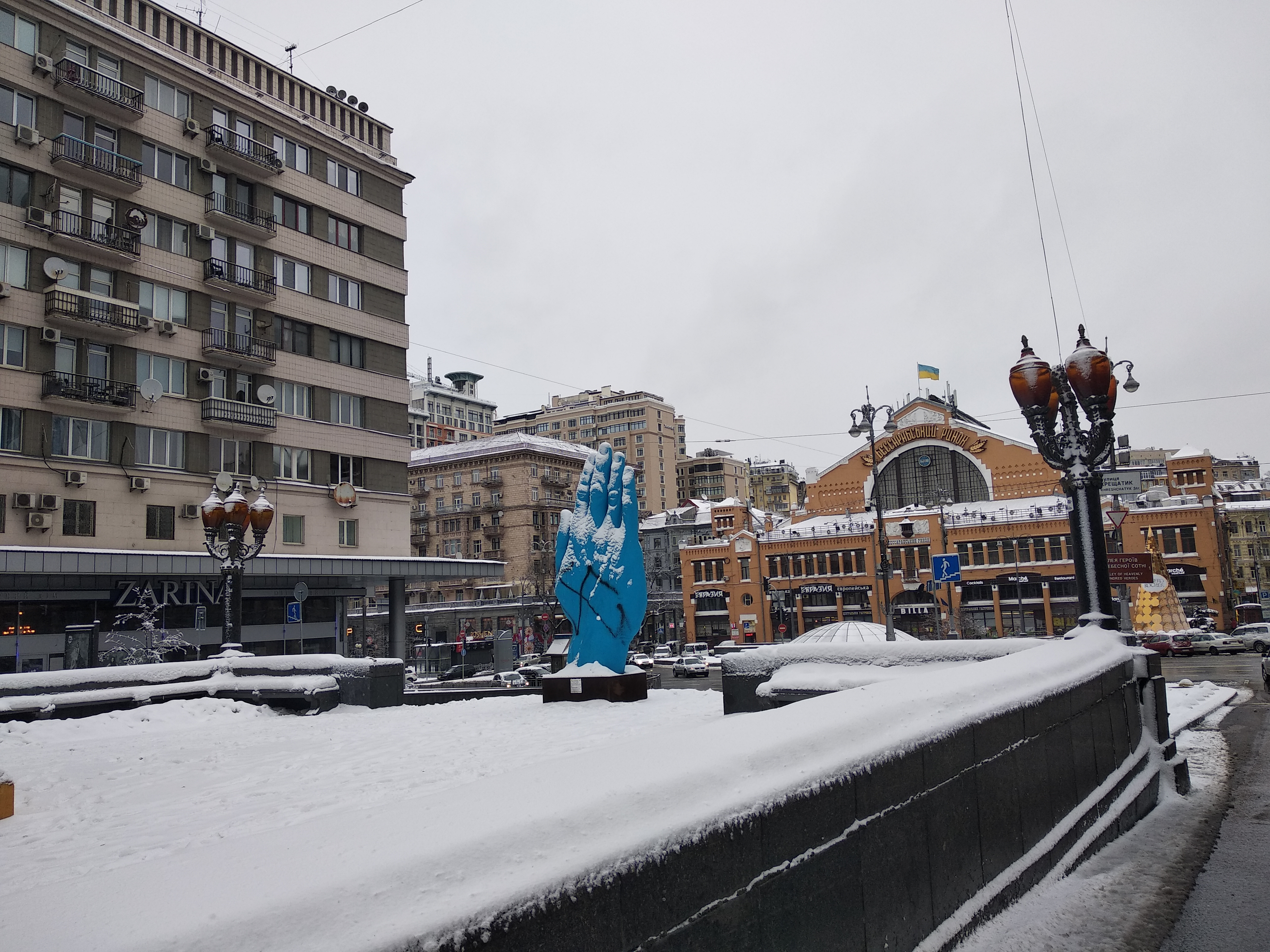
Бессарабський ринок,
25 грудня 2018

«Середній шлях», «Синя рука» (англ. «Middle Way») — скульптура румунського скульптора Богдана Раци у вигляді людської руки синього кольору.
Скульптура символізує дружбу та спілкування. Її особливістю є те, що обидві сторони руки — тильні, долоні немає.
Скульптура має 3,5 м у висоту x 1,5 м x 0,6 м (матеріал: полістирол, метал, автомобільна фарба).

## В Києві
Цей арт-об'єкт відкритий 27 вересня 2018 на бульварі Тараса Шевченка, 3 в Києві, перед постаментом, що залишився від поваленого пам'ятника Леніну, з боку Бессарабського ринку для відзначення сторіччя сучасної Румунії.
Презентували проект Посольство Румунії в Україні та Nasui Collection & Gallery, за підтримки Румунського Культурного Інституту та у партнерстві з Міністерством культури України, Київською міською державною адміністрацією та Шевченківською районною у місті Києві державною адміністрацією, в рамках проекту «Moving Monuments / Пам'ятники, що рухаються».
Встановили цю скульптуру тимчасово, в рамках впровадження ініціативи «Київ — місто світу» за зверненням Посольства Румунії в Україні.

## В Дніпрі
14 грудня 2019 велетенська рука синього кольору, привезена до Дніпра з Миколаєва у рамках проєкту "Moving Monuments" (пам’ятники, що рухаються), і тимчасово встановлена біля Дніпропетровського академічного театру опери та балету.

## Попередні інсталяції
Робота виставлялася раніше:
- входила до Незалежної Ліверпульської бієнале 2014 року та була розміщена до 2016 року перед Сент Джордж Холлом, будівлею на острові музеїв центра міста Ліверпуль, яка була побудована у 1864 році та є об'єктом всесвітньої спадщини ЮНЕСКО.
- в 2016 році, з нагоди святкування 120 років мистецтва у м. Бая-Маре, монументальна скульптура була розміщена в межах історичного центру міста Бая-Маре, на Площі Замку та в Комплексі «Вежа Стефана» (XIV ст.), історичний пам'ятник, найвизначніша пам'ятка середньовічного міста.
- У 2017 році, в рамках святкування 100-річчя встановлення дипломатичних відносин між Румунією та Португалією, була розташована на набережній перед будівлею мерії м. Кашкайш, а згодом виставлена перед Будинком Музики, творінням знаменитого архітектора Рема Кулхааса і одним з найсильніших культурних об'єктів міста Порту.